# Dasyatis chrysonota
Dasyatis chrysonota es una especie de pez de la familia Dasyatidae en el orden de los Rajiformes.

## Morfología
• Los machos pueden llegar alcanzar los 75 cm de longitud total.

## Reproducción
Es ovíparo.

## Alimentación
Come peces  y crustáceos (cangrejos, gambas y Stomatopoda ).

## Hábitat
Es un pez de mar y de clima tropical y demersal que vive hasta los 100 m de profundidad.

## Distribución geográfica
Se encuentra en Angola, las Comoras, Israel Madagascar, Mauritania, Namibia, Reunión, Sudáfrica  y Túnez.

## Observaciones
Es inofensivo para los humanos.